# چه وون-بین
چه وون-بین (کره‌ای: 채원빈؛ زادۀ ۵ آوریل ۲۰۰۱) بازیگر اهل کره جنوبی است. از مجموعه‌هایی که وی در آن نقش‌آفرینی کرده می‌توان به شاهزاده پری دریایی: آغاز اشاره کرد.